# Argomuellera danguyana
Argomuellera danguyana är en törelväxtart som först beskrevs av Jacques Désiré Leandri, och fick sitt nu gällande namn av Jean Joseph Gustave Léonard. Argomuellera danguyana ingår i släktet Argomuellera och familjen törelväxter.
Artens utbredningsområde är Madagaskar. Inga underarter finns listade i Catalogue of Life.